# Vilém Flusser
Vilém Flusser (ur. 12 maja 1920 w Pradze, w Czechosłowacji; zm. 27 listopada 1991) – filozof.
Żył przez długi czas w Brazylii, potem we Francji. Swoje prace pisał w kilku językach. Był pod wpływem Martina Heideggera. Inspirował się zarówno egzystencjalizmem, jak i fenomenologią.

## Literatura podmiotu
- V. Flusser, Architektura przyszłości, przeł. P. Wiatr, „Kultura Współczesna”, 4 (92), 2016; strony 183-186;
- V. Flusser, Etyka w projektowaniu przemysłowym?, przeł. P. Wiatr, „Kultura Współczesna”, 4 (92), 2016; strony 187-189;
- V. Flusser, Ku filozofii fotografii, przeł. J. Maniecki, wstępem opatrzył P. Zawojski, Wydawnictwo Aletheia, Warszawa 2015.
- V. Flusser, Kultura pisma. Z filozofii słowa i obrazu, przeł. i posłowiem opatrzył P. Wiatr, Wydawnictwo Aletheia, Warszawa 2018.
- V. Flusser, Komunikologia, przeł. i wstępem opatrzył P. Wiatr, Wydawnictwo Aletheia, Warszawa 2024.
- V. Flusser, Metafory światła, przeł. P. Wiatr, „Aspiracje”, 3 (65), 2021; strony 91-95.
- V. Flusser, O książce, przeł. A. Hudzik, [w:] Vilém Flusser i kultura mediów. O dialogu między słowem, pismem i obrazem technicznym, red. P. Wiatr i M. Sanakiewicz, Projekt:Media, Lublin 2021, s. 12-16.
- V. Flusser, O terminie „design”, przeł. P. Wiatr, „Kultura Współczesna”, 4 (92), 2016; strony 190-194.
- V. Flusser, Papieże, przeł. P. Wiatr, „Aspiracje”, 2 (64), 2021; strony 90-93.
- V. Flusser, Pożegnanie z literaturą, przeł. P. Wiatr, [w:] Vilém Flusser i kultura mediów. O dialogu między słowem, pismem i obrazem technicznym, red. P. Wiatr i M. Sanakiewicz, Projekt:Media, Lublin 2021, s. 17-21.
- V. Flusser, Sztuka życia, przeł. P. Wiatr, „Aspiracje”, 2 (64), 2021; strony 94-97.

## Literatura przedmiotu
- P. Wiatr, Dialektyka komunikacji: dyskurs i dialog. Viléma Flussera komunikologiczna diagnoza polityki, „Kultura-Media-Teologia”, numer 2 (21), 2015; strony 39-51;
- P. Wiatr, Filozofia kultury „po Bogu” - o powrocie do człowieka i transcendencji raz jeszcze, [w:] V. Flusser, Kultura pisma. Z filozofii słowa i obrazu, przeł. i posłowiem opatrzył P. Wiatr, Wydawnictwo Aletheia, Warszawa 2018;
- P. Wiatr, Magia zaprogramowana, czyli Vilém Flusser o fotografii, [w:] Fotografia w czasie, czas w fotografii, red. M. A. Długosz i M. Suchodolska, Wydawnictwo Uniwersytetu Marii Curie-Skłodowskiej, Lublin 2016; strony 206-224;
- P. Wiatr, Nomada z Pragi - Vilém Flusser i paradoksalność ludzkiej egzystencji, „Autobiografia. Literatura-Kultura-Media”, nr 2(17)2021, s. 175-189.
- P. Wiatr, Pół wieku później - historia (nie)jednego maszynopisu, [w:] V. Flusser, Komunikologia, przeł. i wstępem opatrzył P. Wiatr, Wydawnictwo Aletheia, Warszawa 2024, s. 7-19.
- P. Wiatr, Vilém Flusser - komunikologia, „Kultura Współczesna” numer 2 (82), 2014; strony 149-160;
- P. Wiatr, Vilém Flusser o komunikacji - wybrane zagadnienia, „Lingua ac Communitas” (25) 2015; strony 149-164;
- P. Wiatr, Viléma Flussera filozofia obrazu technicznego, [w:] Widzialność wyzwolona, red. A. Gwóźdź przy współpracy N. Gruenpeter, Instytut Sztuki Polskiej Akademii Nauk, Warszawa 2018.
- P. Wiatr, W cieniu posthistorii - wprowadzenie do filozofii Viléma Flussera, Wydawnictwo Naukowe Uniwersytetu Mikołaja Kopernika, Toruń 2018.
- P. Zawojski, Człowiek i aparat. Viléma Flussera filozofia fotografii;
- P. Zawojski, Vilém Flusser. Aparat jako filozoficzne wyzwanie.
- Vilém Flusser i kultura mediów. O dialogu między słowem, pismem i obrazem technicznym, red. P. Wiatr i M. Sanakiewicz, Projekt:Media, Lublin 2021.